# Tracheloteina arctocephala
Tracheloteina arctocephala är en fjärilsart som beskrevs av Edward Meyrick 1909. Tracheloteina arctocephala ingår i släktet Tracheloteina och familjen äkta malar. Inga underarter finns listade i Catalogue of Life.